# Stevie Mallan (Fußballspieler, 1996)
Stephen „Stevie“ Patrick Mallan (* 25. März 1996 in Glasgow) ist ein schottischer Fußballspieler, der bei Yeni Malatyaspor in der türkischen Süper Lig unter Vertrag steht. Sein Urgroßvater Jim Mallan und Vater Stevie Mallan waren ebenso Fußballspieler.

## Karriere

### Verein
Stevie Mallan wurde im Jahr 1996 als Sohn des ehemaligen Fußballspielers Stevie Mallan in Glasgow geboren. Er begann seine Karriere zunächst in der Jugend des FC St. Mirren. Am 22. November 2014 gab er für die Saints sein Profidebüt in der Scottish Premiership gegen Hamilton Academical, als er in der Startelf stand und in der 68. Minute gegen James Marwood ausgewechselt wurde. Einen Monat später erzielte Mallan in der Partie gegen den FC Dundee sein erstes Profitor. Das Tor wurde am Ende der Saison durch die Scottish Football League zum schönsten Tor der Saison gewählt. Im Januar 2015 verlängerte Mallan seinen Vertrag um drei Jahre. Im Juni 2017 wechselte Mallan allerdings aus seinem Vertrag heraus als der englische Zweitligist FC Barnsley eine Ablösesumme gezahlt hatte. Nachdem er in der Zweitligasaison nur achtmal in der Liga zum Einsatz gekommen war und der Verein abstieg, wechselte er zurück nach Schottland. Er unterschrieb einen Vierjahresvertrag bei Hibernian Edinburgh.
Im Januar 2021 wurde Mallan an den türkischen Erstligisten Yeni Malatyaspor verliehen. Im Juli 2021 wechselte Mallan dauerhaft zu Malatyaspor und unterschrieb einen Zweijahresvertrag.

### Nationalmannschaft
Stevie Mallan spielte 2017 und 2018 in der schottischen U-21-Nationalmannschaft.
Sein Debüt gab er am 28. März 2017 gegen Estland. In seinem zweiten Länderspiel in dieser Altersklasse im September desgleichen Jahres gegen die Niederlande erzielte er den Treffer zum 2:0-Endstand, zugleich sein erstes Tor für Schottland.